# Jermaine Gumbs
Jermaine Gumbs (sinh ngày 5 tháng 5 năm 1986) là một cầu thủ bóng đá thi đấu ở vị trí tiền đạo. Sinh ra ở Anh, nhưng anh lại đại diện Anguilla ở cấp độ quốc tế.

## Sự nghiệp
Sinh ra ở Slough, Gumbs thi đấu cho Beaconsfield SYCOB, Slough Town, Windsor & Eton, Binfield, Hillingdon Borough, Uxbridge, Marlow, Windsor, Burnham, Amersham Town, Harefield United và AFC Hayes.
Anh có 2 lần ra sân cho đội tuyển Anguilla năm 2008, cả hai đều là trận đấu Vòng loại Giải vô địch bóng đá thế giới.

## Đời sống cá nhân
Anh là cháu của cầu thủ Romell Gumbs.